# Richard Knoll
Richard Knoll (17. listopadu 1893 Rouchovany – 3. května 1973) byl český kynolog, věnoval se zejména německým krátkosrstým ohařům.

## Život
Jako kynolog začínal s fenkou výmarského ohaře, ale hlavně se věnoval německým krátkosrstým ohařům. Ve své chovatelské stanici Tišnov (ve stejnojmenném městě) odchoval sto dvacet vrhů německých krátkosrstých ohařů. 50 let vykonával funkci poradce chovu, podílel se na tvorbě zkušebních řádů, byl rozhodčím pro všechna lovecká plemena.
Celkem pětkrát zvítězil v Memoriálu Karla Podhajského.

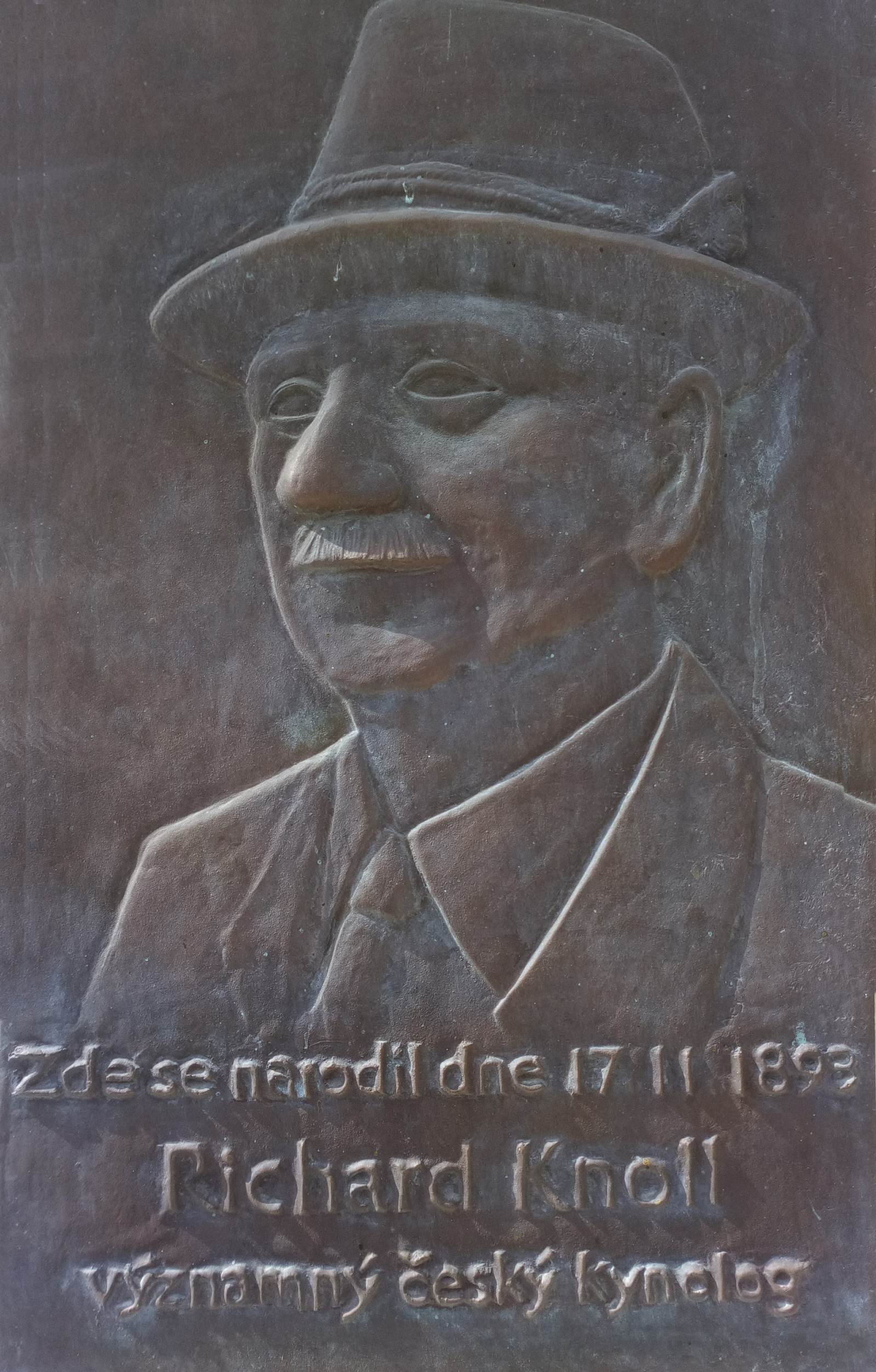
pamětní deska Rouchovany čp. 35

### Memoriál Richarda Knolla
Memoriál Richarda Knolla, pořádaný na jeho počest, je vrcholná soutěž ohařů České republiky o titul Všestranný vítěz ČR. Memoriál má mnohaletou tradici, koná se od roku 1975.

## Z díla
- spoluautor knihy Všestranný ohař (1953, 1958, 1966)[4]
- Exteriér a vlastnosti našich krátkosrstých ohařů (1964)